# MTV Video Music Award - Viewer's Choice
Ce sont les téléspectateurs qui choisissent le gagnant de ce prix récompensant une vidéo. Depuis 2006, les téléspectateurs votent également pour d'autres catégories comme Video of the Year, Best Male Video, Best Female Video, Best Group Video.
Voici la liste des gagnants dans cette catégorie aux MTV VMA's depuis 1984.
| Année | Artiste                          | Vidéo                                     | Réalisation       |
| ----- | -------------------------------- | ----------------------------------------- | ----------------- |
| 1984  | Michael Jackson                  | Thriller                                  | John Landis       |
| 1985  | USA for Africa                   | We Are the World                          |                   |
| 1986  | a-ha                             | Take on Me                                | Steve Barron      |
| 1987  | U2                               | With or Without You                       |                   |
| 1988  | INXS                             | Need You Tonight/Mediate                  |                   |
| 1989  | Madonna                          | Like a Prayer                             | Mary Lambert      |
| 1990  | Aerosmith                        | Janie's Got a Gun                         |                   |
| 1991  | Queensrÿche                      | Silent Lucidity                           |                   |
| 1992  | Red Hot Chili Peppers            | Under the Bridge                          | Gus Van Sant      |
| 1993  | Aerosmith                        | Livin' on the Edge                        |                   |
| 1994  | Aerosmith                        | Cryin'                                    |                   |
| 1995  | TLC                              | Waterfalls                                |                   |
| 1996  | Bush                             | Glycerine                                 |                   |
| 1997  | Prodigy                          | Breathe                                   | Walter Stern (en) |
| 1998  | Puff Daddy et The Bad Boy Family | It's All about the Benjamins (rock remix) |                   |
| 1999  | Backstreet Boys                  | I Want It That Way                        |                   |
| 2000  | *NSYNC                           | Bye Bye Bye                               |                   |
| 2001  | *NSYNC                           | Pop                                       |                   |
| 2002  | Michelle Branch                  | Everywhere                                | Liz Friedlander   |
| 2003  | Good Charlotte                   | Lifestyles of the Rich and Famous         |                   |
| 2004  | Linkin Park                      | Breaking the Habit                        |                   |
| 2005  | Green Day                        | American Idiot                            |                   |
| 2006  | Fall Out Boy                     | Dance, Dance                              |                   |